# Combat de Longeau
Guerre franco-prussienne de 1870
Batailles
- Chronologie de la guerre franco-prussienne de 1870
- Sarrebruck (08-1870)
- Wissembourg (08-1870)
- Forbach-Spicheren (08-1870)
- Wœrth (08-1870)
- Bitche (08-1870)
- Phalsbourg (08-1870)
- Borny-Colombey (08-1870)
- Strasbourg (08-1870)
- Mars-la-Tour (08-1870)
- Toul (08-1870)
- Gravelotte (08-1870)
- Metz (08-1870)
- Nouart (08-1870)
- Beaumont (08-1870)
- Noisseville (08-1870)
- Sedan (08-1870)
- Montmédy (09-1870)
- Soissons (09-1870)
- Siège de Paris et chronologie du siège (09-1870)
- Nompatelize (10-1870)
- Bellevue (10-1870)
- Châtillon (10-1870
- Châteaudun (10-1870)
- Buzenval (10-1870)
- Bourget (10-1870)
- Dijon (10-1870)
- Belfort (11-1870)
- La Fère (11-1870)
- Langres (11-1870)
- Bouvet et Meteor (navale) (11-1870)
- Coulmiers (11-1870)
- Thionville (11-1870)
- Châtillon-sur-Seine (11-1870)
- Villers-Bretonneux (11-1870)
- Beaune-la-Rolande (11-1870)
- Champigny (11-1870)
- Orléans (12-1870)
- Loigny (12-1870)
- Châteauneuf (12-1870)
- Beaugency (12-1870)
- Longeau (12-1870)
- l’Hallue (12-1870)
- Siège de Péronne (1871)
- Bapaume (01-1871)
- Villersexel (01-1871)
- Le Mans (01-1871)
- Héricourt (01-1871)
- Saint-Quentin (01-1871)
- Buzenval (01-1871)

Le combat de Longeau a opposé le 16 décembre 1870, lors de la Guerre franco-prussienne de 1870, des éléments de la place de Langres sous la direction du général Pierre Arbellot de Vacqueur à une brigade prussienne commandée par le général von der Goltz. Il se termine par une retraite française.

## Contexte
L'objectif de l'Armée de l'Est du général de division Bourbaki est de rejoindre Belfort, où résiste le colonel Denfert-Rochereau, pour prendre les forces allemandes à revers. Pour contrer cette manœuvre, la IIe et la VIIe armées allemandes descendent de Metz et Paris vers le sud. Depuis Versailles, le général de Moltke ordonne au XIVe Corps d'Armée, posté autour de Dijon, de mettre un terme aux coups de main dirigés de Langres contre les troupes d'étapes et de détruire les voies ferrées qui relient au reste de la France Besançon et Belfort.

## Déroulement
Le 14 décembre, le général d'infanterie baron de Werder, commandant le XIVe Corps d'Armée, dirige sur Langres, par Is-sur-Tille et Selongey, la brigade prussienne von der Goltz constituée du 4e régiment d'infanterie rhénane no 30 et du régiment de fusiliers de Poméranie no 34, soit environ 6 000 hommes, renforcée d'un régiment de cavalerie à 700 chevaux et d'une division d'artillerie à 3 batteries (6 canons chacune).
À Longeau, depuis le 1er novembre, 200 hommes du 50e régiment de ligne tiennent garnison. Dans la matinée du 16 décembre, averti de l'arrivée des Prussiens, le général Arbelot, commandant de la place de Langres, envoie un renfort de 1 500 hommes de la ligne et des mobiles. Les mobiles du 2e bataillon du 56e régiment provisoire (mobiles de la Haute-Marne) sont sous les ordres de Mr Stanislas de Régel et le capitaine Koch commande l'ensemble.
À onze heures, la brigade prussienne débouche devant Longeau et lance ses premiers obus. Côté français, dans la confusion, deux canons se dirigent sur Verseilles-le-Haut et deux autres s'embusquent au-dessus du cimetière. Une partie de la troupe accompagne les canons, d'autres soldats prennent position du côté de Percey, le reste se poste au milieu de Longeau. La grande route ayant été rendue impraticable par des abattis et des coupures, les Prussiens cheminèrent de chaque côté, une colonne par Verseilles-le-Bas, une autre par Cohons, contre les ailes de la position, que canonnaient trois batteries, et en délogent les mobiles auxquels ils prennent un canon. Ceux-ci se replient alors sur la hauteur située au nord-est du village et ils essayent d'y tenir avec les deux pièces qui leur restaient. Mais au bout de peu de temps, ils se voient obligés de battre de nouveau en retraite, en abandonnant un second canon, capturé pendant qu'il tirait encore. Poursuivis par les obus prussiens, ils tentent vainement de faire tête une troisième fois auprès du village de Bourg, et finalement ils se replient sur la ligne des forts de Langres, ayant perdu 150 hommes, dont les commandants Koch et Régel, 80 prisonniers, 2 pièces et 2 caissons.

## Conséquences
N'ayant perdu qu'une vingtaine d'hommes (4 tués et 15 blessés dont 1 officier), le général von der Goltz s'arrête à Bourg pour y passer la nuit. Le lendemain, il contourne Langres par l'ouest et s'établit au nord de la ville, entre les rivières Marne et Suize, une position dont il couvrait les lignes d'étapes de la IIe armée. Sur ordre de Werder, il s'étend davantage vers l'est, de Neuilly-l'Évêque à Laferté-sur-Amance.
Le 18 décembre, il somme la place de Langres mais le général Arbellot refuse de capituler. Pour bombarder la ville, von der Goltz refoule dans les remparts toutes les troupes avancées et procède à la construction de batteries.
Le 26 décembre, ayant appris que l'armée du général Bourbaki faisait mouvement vers Chalon-sur-Saône, de Werder évacue Dijon et concentre le XIVe corps autour de Vesoul. Tous les détachements sont rappelés. La brigade von der Goltz se replie sans délai sur Vesoul.

## Monuments
Pourquoi deux monuments commémoratifs à un kilomètre de Longeau sur la route de Langres?... et même un troisième.
Explications fournies par le "Guide des monuments de la guerre de 1870-1871[réf. nécessaire]":
- « La famille de Régel entend honorer le souvenir du commandant en édifiant, comme cela se faisait à l'époque, un calvaire sur le lieu où il est mort. Et comme il est mort à la tête de ses mobiles, l'inscription dédicatoire associe le souvenir de Stanislas de Régel et, nominativement, celui des mobiles tués dans le même combat. "À la mémoire de Stanislas de Régel, commandant des mobiles de la Haute-Marne, frappé mortellement au combat de Longeau le 16 décembre 1870. Et à celle de ses braves soldats tués à la même bataille: Grapotte Nicolas, Charles Anselme, Mugnier Marcellin Louis, Durand Hippolyte, Nicolas Charles, Villemot Nicolas" ».
- Indépendamment de la famille et sans avoir pu ou voulu se concerter avec elle, les anciens gardes mobiles de la Haute-Marne entendent honorer leurs morts par un monument. Le leur ne porte aucun signe religieux. c'est peut-être là la raison d'être du calvaire édifié par la famille. « Au commandant de Régel et aux gardes mobiles tués au combat de Longeau le 16 Xbre 1870, les officiers de la Garde Nationale Mobile de la Hte-Marne ».
- Le troisième monument se trouve dans le cimetière de Longeau avec deux plaques, sur l'une: « A la mémoire des combattants tombés à la bataille de Longeau le 16.12.1870. Cdt S.De REGEL, Ignace QUENEMANN, Jean WICHERT, Pierre ETIENNE, Nicolas GRAPOTTE, Cdt M.Charles KOCH, Louis M.MUGNIER, Joseph GONY, Sébastien JACOB, Hyppolyte DURAND », sur l'autre: « Unseren Tapferen Kameraden ».

« Les deux monuments commémoratifs ».

« Stèle des Mobiles ».

« Calvaire de Régel.
 [http://commons.wikimedia.org/wiki/File%3AMonument_1870_au_cimeti%C3%A8re_de_Longeau.jpg Monument du cimetière] ».